# Джузвалла
Джузвалла (італ. Giusvalla) — муніципалітет в Італії, у регіоні Лігурія, провінція Савона.
Джузвалла розташована на відстані близько 440 км на північний захід від Рима, 45 км на захід від Генуї, 18 км на північ від Савони.
Населення — 441 особа (2014).

## Демографія
Населення за роками:

Станом на 1 січня 2023 року в муніципалітеті офіційно проживало 49 іноземців з 11 країн, серед них 36 громадян країн Євросоюзу та 2 громадяни України.

## Сусідні муніципалітети
- Каїро-Монтенотте
- Дего
- Міолья
- Парето
- Понтінвреа
- Спіньйо-Монферрато